# Offensive de Narva (15-28 février 1944)
Front de l'Est de la Seconde Guerre mondiale
 (Bataille de Narva)
Batailles
- Kingisepp–Gdov
- Narva (1re offensive
- 2e offensive
- 3e offensive
- 4e offensive
- 5e offensive)
- Bombardements de Tallinn
- Auvere
- Ligne Tannenberg
- Tartu
- Tallinn
- Porkuni
- Moonsund
- Tehumardi

La première offensive de Narva est une campagne menée du 15 au 28 février 1944 entre le détachement de l'armée allemande « Narwa » et le front soviétique de Léningrad pour l'isthme de Narva, d'une importance stratégique. 
Au moment de l'opération, Staline était personnellement intéressé par la prise de l'Estonie, la considérant comme une condition préalable pour forcer la Finlande à sortir de la guerre. La 2e armée de choc élargit la tête de pont dans le marais de Krivasoo au sud de Narva, coupant temporairement le chemin de fer derrière le groupe d'armée de Sponheimer. Le général d'armée Leonid Govorov n'a pas pu profiter de l'occasion pour encercler le groupe d'armées allemand plus petit qui parvient à appeler des renforts. Ceux-ci provenaient principalement des Estoniens nouvellement mobilisés, motivés pour résister à la réoccupation soviétique imminente. Le 30e corps de fusiliers de la Garde soviétique et le 124e corps de fusiliers, reprenant les rênes de l'opération, seront épuisés par le IIIe SS Panzerkorps dans des batailles féroces. L'offensive est stoppée le 20 février. Coïncidant symboliquement avec le jour de l'indépendance de l'Estonie le 24 février, les nouveaux 45e et 46e régiments SS de Grenadier (1re et 2e estoniennes) détruisent la tête de pont soviétique de Riigiküla au nord de Narva.